# كين مور (لاعب كرة قدم كندية)
كين مور هو لاعب كرة قدم كندية كندي، ولد في 5 ديسمبر 1925 في كالغاري في كندا، وتوفي في 31 مارس 2016.

## وصلات خارجية
- كين مور على موقع JustSportsStats.com (الإنجليزية)